# F1グランプリ
『F1グランプリ』（エフワングランプリ）は、フジテレビNEXTで日本向けに放送されるF1レース中継番組。正式名称は『Formula 1 World Championship xxxx』（"xxxx"はその年の西暦）である。1987年から2011年までは地上波放送のフジテレビ系列、2012年から2015年まではBSフジでも放送されていた。

## 日本におけるF1中継の歴史
日本で初めてF1グランプリを全戦中継したのは『カーグラフィックTV』（テレビ朝日系列）でのダイジェスト版放送。F1放映権は1986年まではTBSが保持していたが、全戦中継することはなく月1回程度のダイジェスト番組が放送されるのみであった。
1987年から日本GPが再開されるのと中嶋悟が日本人初のF1シーズンフル参戦をすることになったことをきっかけに、フジテレビが日本GP分の放映権を取得しようとしたところ、FIAの方針によって全戦分の放映権を取得することになった。以来全戦中継を行っている。1991年の日本GPは日曜日の20時からというゴールデンタイムにテレビ放送され、バブル景気下における未曾有のF1ブームの上に、日本人初のレギュラードライバーの中嶋悟の最後の日本GP、セナとマンセルのタイトル争いといった要素が影響し、すでにレース終了から5時間以上が経ってからの録画中継という形にもかかわらず、20.8%（中部地域では27.4%）の高視聴率をマーク。裏番組であるNHKの大河ドラマとほぼ同じ視聴率を上げ、関係者を驚かせ、日本のF1ブームを象徴する出来事となった。深夜帯の放送でも10%近い視聴率を獲得していた。しかし、1990年代以降F1ブームそのものが下火になり、一時期ほどの視聴率は獲得できていない。
2012年・2013年の2年間については、フジテレビのCS放送およびBSフジでの放送となると発表された。これにより、フジテレビ系列における地上波中継は2011年をもって、一旦終了することとなった。
2014年1月24日には、2014年の中継も前年までと同様であると発表された。放映権は複数年契約とされている一方で、2014年にはダイジェスト放送ではあるが地上波で3年ぶりに放送が行われることとなった（後述）。また、2014年8月27日には、2014年の日本グランプリはBS・CSでの放送に加え、地上波でも決勝当日の深夜に録画中継されることが発表された。
なお、フジテレビのF1の放映権の契約は2015年で一旦終了し、FOX SPORTS（アジアでの放送はFOXスポーツ・アジア）が2016年 - 2022年のF1のアジア全地区でのテレビ放映権を獲得した。2016年2月9日にフジテレビが放映権を獲得したと発表 したが、FOM と直接契約したのではなく、FOX SPORTSからサブライセンスを購入するかたちとなっているため、放送はCS放送のフジテレビNEXTでの生放送に限られ、フジテレビNEXTsmartでのネット配信は放送契約者のみ利用可能（後述）と変更され、フジテレビONEや2012年から地上波から移行して放送を行ってきたBSフジでの録画放送は行われないことになった。ただし、日本GPの決勝のみ当日深夜に録画放送された。
また、2016年シーズンの中継はNHKがWOWOWでの放送を目的とした放映権の買取交渉を行っており、関係者によるとフジテレビよりも好条件を提示していたが、NHKは現地にスタッフを派遣しての独自制作などは考慮していなかったため、NHKとWOWOWの放映権獲得には至らなかった。その一方でNHKはBS1で同シーズンよりワールドスポーツMLB内にて数分間・不定期に欠戦がありつつも、写真構成ではなくレース映像を1戦ごとに放送するほか、「F1世界最速への挑戦」と題した特別番組を不定期に放送しており、2016年3月26日に初回放送された第3回目の放送では開幕戦のレース映像が使用された（エンドロールには「映像提供 Formula One Management」との表記あり）。このホンダ製パワーユニットを追った番組は2シーズン4回が作られ、その後2019年にレッドブルと組み第4期初優勝を達成、その過程を追った「最速に挑む! ホンダF1はなぜ勝てたのか」を放送した。このほか地上波のNHK総合「サンデースポーツ」「ニュースウオッチ9」内でも開幕・日本・最終戦を取材映像を交え取り扱っている。
2017年もフジテレビが放映権を獲得、フジテレビNEXTでの生放送が継続される。前年に引き続き、日本GPの決勝をBSフジで録画中継する。2018年も同様。
2019年はフジテレビNEXTでの中継に加え、スカチャン4Kにて4K解像度での完全生中継が行われる。
2021年からフジテレビONEでの録画放送が、決勝のみ再開された。
2023年2月23日に、2025年までの放映権を獲得したことが発表された。フジテレビONEでの放送は2023年から日本GPなどの注目レースのみとなった。

## 地上波放送について

### 映像
中継に使用する映像は、当初は開催国のテレビ局の映像にフジテレビ独自のカメラからの映像をかぶせたり、編集したものを使いフジテレビが製作するオリジナルのテロップを使用していた。また日本グランプリのみ、「リアルタイム車速表示」（ホンダ・エンジン車のみ、ホンダのテレメータリングのデータを流用して、画面上でスピードメーターと合成する）など、独自の仕掛けを持っていた。しかし、1994年からFOA（当初はFOCA）統括によるチェックが厳しくなり、オープニング後に「FIA FORMULA1 WORLD CHAMPIONSHIP」というアイキャッチが入るようになったほか（2003年以降は「F1」ロゴのアイキャッチが使用されている）、さらに厳しくなった1996年以降はスタジオトークなど局独自の映像以外、レースそのものにおけるオリジナルの映像やFOA中継で使用される以外のテロップ表示を禁じられた（このため一時はレース中に日本語テロップを全く表示できない状態となり、視聴者からの不評を招いた）。テロップについては2003年より規制が緩和されており、通常のFOA制作中継に重ねて局独自のものが挿入されている。2001年より一部地域を除き、番組の最初に「PERFECT SPORT SPECIAL」のアイキャッチが入る。また、地上デジタルテレビジョン放送では2006年からはデータ放送と連動、2007年からはHD対応の16:9サイズとなり（ただし映像はSD）、2011年から は国際映像がハイビジョン化された。

### 実況・解説
実況・解説・ピットレポートは、当初は全て現地から行っていた。しかし2001年第14戦アメリカGP以降は、地上波中継については日本GPを除き実況・解説を東京のスタジオで行う方式に切り替え、さらに2002年のサンマリノGPからは東京のスタジオにセットを構え、タレントの北川えりをレース前後の進行役に据え、実況と解説者が同スタジオでレースの模様を届ける方法に替わった。2003年からはタレントの永井大とモデルの山田優を「キャスター」に、ドライバー出身の片山右京やタレントの近藤真彦らを解説陣に据えた。これは2001年9月に9.11事件が発生したため、取材クルーがテロに巻き込まれるリスクを考慮した対応である。また、FOAの規制は厳しい反面、情報の提供は豊富であり、あえて現地にCS・地上波の2クルーを送り込む必要がなくなっていることなどが理由である。ただし、この方法だと生の臨場感、錯綜する情報への対応に支障が出ることなどから、2004年より再び実況および一部の解説者が現地に入るかたちに改められた。
上記の方法は何の予告もなく中継スタイルが変更されたことや、レース途中で中継が中断され模型による状況解説が挿入されたために当初から視聴者から戸惑いと不満の声が上がっており、モータースポーツの知識に乏しい芸能人の進行役の存在もしばしば議論の対象となっていた。一例として、当時『週刊オートスポーツ』（三栄書房）に連載されていた漫画『あんたが大将 オレさま烈伝』では、当時の番組スタイルを揶揄・批判する描写がしばしば登場している。長坂哲夫のように新スタイルへの不満を公言して一時中継から離れるものもいた（詳しくは長坂哲夫#来歴・人物を参照）。
2007年からは進行役を置かず、オープニング後、CMが明けてすぐにレース映像に入るスタイルに変更された。なお、ごく初期の中継において、副音声で小林克也が実況を行いながら適切な音楽を流す「F-1 MUSIC PIT」という中継方法をとったこともあった。

### 古舘伊知郎の功罪
1989年から1994年にかけて、新日本プロレス中継などで有名であったフリー（元テレビ朝日）アナウンサーの古舘伊知郎を実況に採用する。マシンガン実況と呼ばれる名調子・比喩表現をF1実況に持ち込んだ。一部のドライバーへの過剰な思い入れで公平性を欠く中継が目立つ一方で、貶すようなニックネームを独自に付けて悪印象を与える場面も多く、自動車レースの実況として賛否両論が起きた。
1993年のスペイングランプリでは「解説者」として中継ブースに座った。
古舘の降板理由については、一般には心酔していたセナのサンマリノグランプリでの事故死が真っ先に挙げられるが、古館自身は齋藤孝との対談書の中で、「実況する際に必要なマシンカラーとチーム名称、ドライバーの名前とそのヘルメットカラー等が、毎年毎年目まぐるしく変わり、毎年毎年それをリセットして記憶し直し、それぞれを結びつける作業(例：マシンカラー＋ヘルメットカラー＝ドライバー名・チーム名)ができなくなったため」と説明している。
古舘の登場以後の実況は、絶叫や独自表現・比喩法を利かせたようなアナウンサーが目立つようになった。

### タレント起用の是非
2003年ごろから「応援」「サポート」の名目でタレントなどを起用し、番組宣伝を行わせる手法を取り入れたことも当中継の特徴であった。
芸能人を中継のゲストに呼ぶ行為自体は中継初期から行われていたが、プロデューサーの松野博文がバラエティ色の濃いスポーツ中継に否定的であったことから、当時のゲストは芸能人でもある程度モータースポーツ経験のある人間、もしくはF1ファンに限られていた。
この間もCS放送では、当初からバラエティ色を極力排除した本来の中継スタイルで放送を続けていた（下記項目を参照）。
このような賛否を招いたタレント起用は、2011年にAKB48（当時）の大島優子が日本グランプリのレポーターを務めたのが最後となり、2012年からのBSフジでの放送はCS生中継の編集版が使われることになったため、上記のようなタレント起用は一切なくなり、一部BSフジ独自制作の場合でも、片山右京、近藤真彦、小倉茂徳、森脇基恭などモータースポーツ関係者がコメンタリーを務めるため、バラエティ色はほとんどない。

### オープニング
オープニングについては、2006年までは歴代の名車を再現したものなどやアラン・プロスト、ナイジェル・マンセル、ニキ・ラウダ、ジル・ヴィルヌーヴ、中嶋悟、鈴木亜久里、片山右京、アイルトン・セナ、ミハエル・シューマッハの名ドライバーを中心にCGを多用したものが使用され、THE SQUAREの『TRUTH』のテーマ曲と共に番組名物となっていた。
2007年からはテーマ曲がQUEENの『FLASH』をアレンジした『Flash's Theme 2007 High Octane Mix』となった。しかし、オープニングがこれまでのF1マシンを多用したものから、アメリカンコミックを思わせるようなアニメーションに変更された。そのアニメにはF1とはかけ離れた、空を飛ぶマシンをアメリカンコミック風にデフォルメされたドライバー達が操縦し、悪者と思われる架空の青人もしくは黒人ドライバーの乗ったマシンが、シグナルポールに激突して爆発するシーンがあった。なお、第5戦スペインGP放送分より実車映像が挿入されているが、激突のシーンは以降もそのままだった。
翌2008年もテーマ曲は継続して使用されたが、件のアニメが廃止され、ネルソン・ピケ・ネルソン・ピケJr.、ケケ・ロズベルグ・ニコ・ロズベルグ、中嶋悟・中嶋一貴の親子ドライバーを中心に、キミ・ライコネン、ルイス・ハミルトン、フェルナンド・アロンソのトップドライバー、ジェンソン・バトン、ティモ・グロックの日本ワークスドライバー、日本人ドライバーの佐藤琢磨が紹介された。
2009年はテーマ曲が再変更され、屋敷豪太の『God only knows』を採用し、メロディアスで流麗な旋律が視聴者の好感触を誘った。映像は、2008年のレースのものが使われ、その後ルイス・ハミルトン、フェリペ・マッサ（シーズン途中まで）、キミ・ライコネン、ヤルノ・トゥルーリ、フェルナンド・アロンソ、ティモ・グロック、セバスチャン・ベッテル、中嶋一貴が紹介された。第6戦モナコGPからはチャンピオンシップでトップに立っているジェンソン・バトン、第16戦ブラジルGPからはマッサに代わりルーベンス・バリチェロも紹介されるようになった。
2010年も同じ曲であるが、その中の別のメロディを使用している。第4戦中国GPではエンジン音などの効果音が無い状態で放送された。ドライバーの紹介は3年ぶりに現役復帰した7度の世界王者ミハエル・シューマッハ、フェラーリに移籍した2005年と2006年の世界王者フェルナンド・アロンソ、同じくマクラーレンに移籍した去年の世界王者ジェンソン・バトン、バトンのチームメイトで2008年の世界王者ルイス・ハミルトンという4人の歴代世界王者に、去年最後までタイトルを争ったセバスチャン・ベッテルと2009年に印象的な走りを披露した小林可夢偉という2人の挑戦者（4チャンピオン+2チャレンジャー）という図式で紹介された。日本グランプリではJourneyのSeparate Ways (Worlds Apart) を使用した特別なオープニングが放送され、過去の鈴鹿の名場面や歴代日本人ドライバー（中嶋悟、片山右京、佐藤琢磨、鈴木亜久里）の映像が流された後、タイトルを争うマーク・ウェバー、フェルナンド・アロンソ、ルイス・ハミルトン、ジェンソン・バトン、セバスチャン・ベッテルと日本人ドライバーの小林可夢偉が紹介された。
2011年はGreen DayのAmerican Idiot、原田憲のGIMCRACKが採用された。紹介されるドライバーは前年と同じであるが、ベッテルが2010年ワールドチャンピオンになったことで"5人の歴代世界王者＋挑戦者"という図式となった。

## 地上波放送の終了、BSでの放送へ
日本国内でのF1の人気低迷、そして近年のトヨタ、ホンダ、ブリヂストンなど日本企業のF1からの撤退が相次ぎ番組スポンサーも付きにくくなっていたことなどの要因から、2012年1月19日にフジテレビは地上波放送の終了、そしてBSフジでの放送に移行することを発表した。なお、CSではこれまで通り全セッションを生中継する。フジテレビ広報部によると（2012年の時点では）「日本グランプリも地上波放送の予定はない」としている。
BSフジでもこれまでの地上波放送と同様に予選と決勝の模様が中継されるが、CSとの差別化を図るため録画放送になる。基本フォーマットは予選が60分、決勝が1時間50分で、決勝の放送時間は23時開始を原則とする（ただし時差の関係もあるため固定ではない）など、予選については従来の地上波よりも放送時間が拡大、決勝も放送開始が従来より早まる。
2012年は、基本的にはCSでの放送内容を編集したものであったが、イギリスグランプリと日本グランプリにおいては、BSフジとCSは別の実況・解説陣で放送された。BSフジの実況は、前年までの地上波中継を模した雰囲気で進められた。独自テロップはイギリスグランプリでは無かったが、日本グランプリでは一部に用いられた。
2013年は、BSフジは半数近くのレースで独自の実況・解説陣となる。また、F1情報番組「Inside Line」を英語ナレーション・日本語字幕で不定期に放送した。
なお、前述の通り2016年以降はCSによる生中継のみとなったため、BSでの放送は実施されない。ただし、日本GPの決勝のみ録画放送された。
2018年については日本GPを録画放送。BSフジに異動した塩原恒夫アナによる実況、川井一仁による解説であった（川井は前日に生中継されたCS放送でも解説を務めた）。レース中継前には子供やF1初心者向けの「F1ってな～に?」のコーナーがあったり、川井の解説が極力専用用語を排し分かりやすさに努めたものであるなど、CS放送との差別化が図られた。　
2020・21年は日本GPが開催されなかった。
2022年の日本GPは1987年以後初めて、決勝後の地上波・BSでの録画放送が行われず、CS放送や配信のみとなった。フジテレビが日本GPの冠スポンサーを降り大口の番組提供スポンサーが2026年復帰を発表しているホンダ頼みの状態では同年まで無料放送は行われない公算が大きい。

### BS移行後の地上波での放送
- 2014年から、3年ぶりとなる地上波での放送が行われている。これまでのレースの内容をまとめたダイジェスト版で、フジテレビ・東海テレビ・関西テレビのみの放送となり、年3回放送された[23]。また一部のレースは実況が差し替えられる。
- 2014年（10月6日）・2015年（9月28日）の日本グランプリはBS・CSでの放送に加え、地上波でも決勝当日の深夜に録画中継された。BSと同じコメンタリーだが、放送時間が数分少ないため再編集版となる。
- なお、2015年12月の放送を最後に地上波放送から再撤退している[24]。

| 年度   | 放送回 | 放送日時 （フジテレビ） | 放送内容        |
| ------ | ------ | ----------------------- | --------------- |
| 2014年 | Vol.1  | 6月1日                  | 開幕戦 - 第6戦  |
| 2014年 | Vol.2  | 9月7日                  | 第7戦 - 第12戦  |
| 2014年 | Vol.3  | 12月15日                | 第13戦 - 最終戦 |
| 2015年 | Vol.1  | 5月31日                 | 開幕戦 - 第6戦  |
| 2015年 | Vol.2  | 9月14日                 | 第7戦 - 第12戦  |
| 2015年 | Vol.3  | 12月20日                | 第13戦 - 最終戦 |

### オープニング
2012年からは、テーマソングとしてTHE SQUAREの『TRUTH』が復活した。オープニング映像では、当番組が開始した1987年からの歴代ワールドチャンピオンである、アイルトン・セナ、アラン・プロスト、ナイジェル・マンセル、デイモン・ヒル、ジャック・ヴィルヌーヴ、ミハエル・シューマッハ、ミカ・ハッキネン、フェルナンド・アロンソ、キミ・ライコネン、ルイス・ハミルトン、ジェンソン・バトン、セバスチャン・ベッテルが紹介された。
その後もこれをベースにほぼ同じオープニング映像が使用されており、毎年若干の変更を加えている。
2013年は、前年紹介されなかった1987年ワールドチャンピオンのネルソン・ピケがセナの隣に追加された。
2014年は、ベッテルの後に2年ぶりのF1復帰となる小林可夢偉が追加された。また、ベッテルの写真が前年最終戦の表彰式での物に変更された。日本グランプリは特別なオープニングが作られ、メルセデスのルイス・ハミルトンとニコ・ロズベルグ、レッドブルのダニエル・リカルドとセバスチャン・ベッテル、フェラーリのフェルナンド・アロンソとキミ・ライコネン、ケータハムの小林可夢偉が紹介された。
2015年は、前年ワールドチャンピオンのハミルトンが最後に紹介され、ベッテルは前年までのハミルトンの位置に変更された。なお、今シーズンに参戦していない小林は外されている。
2016年は、この年よりBSでの日本GP録画放送でのみオープニング映像が使用されている。前年までと同じ映像だがF1マシンの風切り音などの効果音が追加されている。
2017年は、映像が一新され今シーズンのレース映像をダイジェスト風に編集した約15秒間のオープニングが放送された。
2018年は、2016年まで使用していた「F1 GRAND PRIX」のタイトルに続き、この年開催30周年を迎える鈴鹿サーキットでの日本GPの過去のレース映像となった。

## 有料チャンネルでの放送について

### 歴史
1992年からBS放送局・WOWOWにて翌週、もしくは翌々週に決勝のノーカット再放送が行われ、1998年のフジテレビ721（現・フジテレビTWO）開局以降も並行して放送が続いていたが、2001年で放映を終了。また、フジテレビ721では金曜フリー走行1回目からの全セッションを生中継していたほか、下述のように実況・解説が地上波とCSで個別のものになる以前はオープニング・エンディングを除いて共通のソースを利用していた。
2003年からは2011年までは
- 地上波を初心者向け・ライトなF1ファン向け
- CS放送をコアなF1ファン向け

と位置付け、2002年までの解説、レポーター陣をCS放送に起用した体制となっていた。
2008年からはフジテレビCSHD（現・フジテレビNEXT）対応の中継が開始。

### 現状
現在は、フジテレビNEXTで金曜フリー走行を含む全セッションの生中継を行っている。
番組は基本的に東京のスタジオと現地の実況ブースの2元中継体制で、東京のスタジオでは実況者と解説者1名が伝え、現地では川井一仁が解説と現地での状況を伝える。このほかフリー走行の中継に津川哲夫や米家峰起が現地から出演することがある。また、今宮純、浜島裕英、森脇基恭、片山右京、松田次生も東京スタジオの解説で出演する。2012年からは、経費削減や治安問題等の理由で現地解説なしで川井一仁らが東京のスタジオで解説を行うレースもある。
レース全体の実況は地上波・BS独自と違い、比較的平坦である。また、地上波では披露されない、チームやマシンについての深い内容を解説する。2012年 - 2015年はBSフジでも解説がそのまま流用されることがあったため、解説陣が言葉の言い回しに気を遣っている様子も見受けられた。さらに音声切り替え（ステレオ2。一部のケーブルテレビ局の配信は除く）により、実況や解説のないサーキットでの音声のみを聞くことも可能である。
なお、CSでのF1中継は2007年まではフジテレビ721で、2008年からはフジテレビ721とフジテレビCSHD（現・フジテレビNEXT、スカパー!e2（現・スカパー!）では2008年のバーレーンGPから、スカパー!HD（現・スカパー!プレミアムサービス）では同年の日本GPから）両チャンネルのサイマル放送にて、土曜日のフリー走行3回目から予選、日曜日の決勝までリアルタイム生中継（日本グランプリのみ金曜日のフリー走行1回目から完全生中継）を行っていた。フジテレビ721が画面アスペクト比4:3で主音声・副音声ともにステレオ音声（ちなみに地上波アナログ放送の音声多重放送では技術的な問題により主・副 ともにモノラルとなる。地上デジタル放送では主・副 ともにステレオが可能）、フジテレビCSHDは画面サイズ16:9の放送（東京のスタジオ映像やオープニング映像などはハイビジョン映像、中継映像はハイビジョン映像または16:9SD映像）で副音声なしのステレオ放送であった。
2013年から、決勝の放送はピットレーンがオープンされるレーススタート30分前から開始され、レコノサンスラップの模様も中継される。2014年からは「フジテレビNEXTsmart」を開始、フジテレビオンデマンド、スカパー!オンデマンド、ニコニコチャンネル（日本グランプリから）などでフジテレビNEXTと同内容の中継を全セッション、インターネットでライブストリーミング配信や一定期間のアーカイブ配信を行っている。2016年シーズンは放送権の都合上ネット配信は原則として行われず、CS放送またはジュピターテレコム系CATVでのチャンネル契約者のみスカパー!オンデマンドまたはJ:COMオンデマンド経由でネット配信を受けることができ、リピート放送時の同時配信や見逃し配信、アーカイブ配信は行われない。
2015年はマルチメディア放送のNOTTVでも、一部を除く土曜日の公式予選と日曜日の決勝レースの同日録画放送を行う。2016年については上述の放送権に関する事情や、NOTTV自体が同年6月末で放送を終了したことから、放送されなかった。
2017年には、イギリスグランプリ開催前にロンドンで行われたイベント「F1 LIVE LONDON」の生中継を行った。
また、2015年まではフジテレビONEで翌月曜日に「F1 MONDAY」と称して全セッションの録画放送を行っていた。その後、HONDA第4期ラストイヤーとなる2021年からレース翌月曜日に、シーズン全戦の決勝レースのみ録画放送を再開した（2023年は全戦ではなく注目レースのみ）。
2021年からEPGタイトルが「年号 F1～」から「年号 FORMULA1～」に変更されたので、EPG検索機能で「F1」を用いてもレース番組は検索できなくなった。

#### シーズンオフの特別番組
2005年のシーズンオフからは、「F1 LEGENDS THE BEST GP」と銘打ったオフ企画を開始。これは、フジテレビが中継を開始する以前の1981年から1986年のグランプリを、2007年シーズンオフまでの3年間（その後2008年以降も継続）にわたり、視聴者リクエスト結果と解説陣の推薦するレースにより2年分ずつセレクトしたかたちで放送するものである。この企画には、従来シーズンオフになると翌年の開幕まで契約を解約する加入者が多かったことに対する解約防止策という側面もある。
- 2005年 - 1981・1982年
- 2006年 - 1983・1984年
- 2007年 - 1985・1986年
- 2008年 - 1987・1988年（フジテレビが中継を開始した年だが、内容はフジテレビの当時の中継の再放送ではなく、FOAの持つ国際映像に新たにスタジオ実況・解説をつけたものだった）
- （2009年は別企画（下記）、2010年は未放送）
- 2011年 - 1989・1990年
- 2012年 - 1991・1992年
- （2013年は未放送）
- 2014年 - 1993・1994年
- （2015年は未放送）
- 2016年 - 当年は1980〜1990年代の一部レースを当時の実況で放送。
- 2017年 - 当年は2000〜2010年代の一部レースを当時の実況で放送。

また、2009年のシーズンオフは「F1グランプリの歴史」と題した企画を放送。これは世界的に全戦中継もなされていなかった1970年から1980年までのレース映像を放送するもので、全編英語ナレーション・字幕放送となっている。

## 日本グランプリについて
日本グランプリ（以下日本GP）はフジテレビがタイトルスポンサーを務める、F1では珍しい放送局の冠レースであった（2009年まで）。2007年からは日本GPの開催地がこれまでの鈴鹿サーキットから富士スピードウェイに替わることとなったが、フジテレビが引き続き同グランプリの冠スポンサーを務めた。当時使用された優勝トロフィー（漆器を使ったもの）はフジテレビの美術スタッフのデザインである。
しかし、長年に渡って地上波での生中継は行われず、決勝当日の夜（時期によって放送開始時間は異なる）に録画放送されていた。
特に中継初年度の1987年の日本GPでは広告効果などの都合上生放送で行う考えがあったが、日本GPが行われる時間帯に当時デーゲームで行われたプロ野球日本シリーズ中継があり、さらには競馬中継の放映の関係もあり、視聴率や放映時間の確保などの関係上20時-22時のゴールデンタイムで録画放送された経緯がある。
中央競馬中継は、フジテレビおよび関西テレビにとってF1中継よりも長い歴史を有する番組であり、重要なコンテンツでもある。2014年まではこのような形で競馬中継ができない場合は、フジテレビが運営するBSフジで生中継を行った。また、グランプリシリーズの日程決定機関がテレビ局ではなくFIAであるため、日本中央競馬会（JRA）が重要と位置づけるGIレースと日程が重なることもある。
1994年4月17日に、TIサーキット英田（現 岡山国際サーキット）で開催されたパシフィックグランプリにおいて、初のフジテレビによる日本国内開催のF1グランプリレースの生中継が実現した。この日は中央競馬でも牡馬クラシックの第一戦皐月賞が開催され、競馬中継（『スーパー競馬』『ドリーム競馬』）もそれに対応して通常より30分早い14時30分からの放送となっていたが、パシフィックグランプリのレーススタート時間も12時30分と早い時間であり、両番組の時間的競合は発生しなかった。
日本グランプリの地上波生中継はその後も長く行われず、2005年10月9日に開催された2005年日本グランプリで初めて実現した。視聴率が関東地区で10.3%を記録したことから、翌2006年10月8日の決勝レースも生中継で放送。ちなみにこの放送ではF1では初めてとなるハイビジョン制作での中継となった。
2007年はF1日本GP決勝とGIレースのスプリンターズステークスが同じ9月30日開催（発走時間15:40）となったため、その処遇が注目されていたが、日本GPの生中継は13時10分から15時15分（最大延長15時35分まで）となり、レギュラーの競馬中継時間と15分重なることになるが、F1・競馬両レースを生中継するにはほぼ問題ないスケジュールとなった。ただ、日本GPのスタート時間が13時30分であること、さらに当日は雨天で2時間に及ぶレースとなったことから、最大延長時間の15時35分まで放送、ゴールの瞬間は放送できたものの、表彰式以降は非中継となった。競馬中継もスプリンターズステークス出走直前からの放送となっている。
2008年も決勝生中継は13時10分から15時15分であったが、前年と異なり天候が悪化することもなく、時間内にレースから表彰式・公式インタビューの一部まで放送された。ちなみに、この日の競馬はGI競走は設定されておらず(GIIの毎日王冠・京都大賞典)、予定通り通常より15分遅れで競馬中継が開始した。
2009年は2007年と同様に決勝とスプリンターズステークスが重なった上に、2007年よりもF1決勝開始予定時刻が遅い14時（当初は15時予定だった）となっており、両レースの開催時間が重なる可能性が発生、さらに同日にゴルフの「コカ・コーラ東海クラシック」（FNS系列の東海テレビ主催）最終日も行われた。このためF1を13時40分から15時45分、競馬を15時45分から16時20分（F1は15時40分までの放送予定だったが5分延長し、これに伴い競馬中継を5分繰り下げ・短縮して放送した）、ゴルフを16時20分 から17時50分（録画）で放送した。また地上波放送としては珍しく副音声での放送も行った。前日の予選では、ティモ・グロックのクラッシュなどで赤旗が3度も振られるなどし、セッション時間が大幅に延びたため、Q3（第3ラウンド）の途中で番組が終了。この予選中継の延長対応がなかったことに対し、1400件もの苦情電話が視聴者センターに寄せられた。ちなみに次のブラジルGP予選も雨の影響で予選が当初の時間より遅れたため途中から生放送となり日本GPに続いて予選の結果を伝えることができなかった。
2010年の日本グランプリは、トヨタ自動車の撤退を受け鈴鹿サーキットで10月10日に行われることが決定したが、決勝のスタート時刻が15時と、通常時の競馬中継（『みんなのKEIBA Races For Everyone』『KEIBA beat〜競馬×鼓動』）の開始時刻に重なったことから、F1の生中継は行われず、競馬中継後の16:00 - 17:50に録画中継で放送された。また、フジテレビがリーマン・ショックに端を発した一連の不況を受け、日本グランプリ再開から長らく務めてきた冠スポンサーを前年で降りた。
無料放送がBSに移行してからは、決勝は2012年は21時 - 22時40分、2013年は21時 - 22時50分、2014年は19時 - 20時40分、2015年は19時 - 20時50分、2016年は24時 - 26時、2017年は翌日の17時 - 18時55分、2018年は翌日の17時 - 19時でそれぞれ録画放送となっている。2022年からはBSによる日本GP放送が行われなくなり、CSでの有料放送のみとなった。
2007年からほとんどのGPのホスト局が国際映像の制作をFOMに委託する中で、日本グランプリは2011年までフジテレビが国際映像の制作を継続した。2012年からは契約更新における予算削減の影響を受け、国際映像はFOMの制作に切り替わっている（2008年よりフジテレビが取り入れた5.1chサラウンド音声はCS放送でのみ継続されている）。
一方、今後の日本GPについて、2007年3月にFOAのバーニー・エクレストン会長が、「早ければ2008年からの日本GPは夜間開催にしたい」という意向を示していた。これが実現すればこうした問題は解決するほか、生中継となればゴールデンタイムでの放送となるが、安全性の問題やインフラ整備の問題があり、実現への障壁は大きい。
※時間はいずれもJST

### 前夜祭
日本GP・レースウィーク中には「日本GP前夜祭」を制作している。
当初はパドックの一角を借りてのささやかなイベントが行われ、歌手のアン・ルイスらが出演し、予選の回顧やF1関係者のゲスト出演から始まり、ミニゲームを経て、別撮りのT-SQUAREのライブを放映していたが、その後は古舘がホストとなって、ゲストを呼んでのスタジオ撮りとなり、またサーキット周辺にステージを設けるようになり、果ては独立した興行を打つようになった。前夜祭の名にふさわしく、大物ドライバーや中継陣、F1関係者が多数出演していた。興行化された1996年は、MAXのライブを開催したことから多くの熱狂的なMAXのファンが来場。イベント序盤にライブが開催されたため、それ以降の企画に来場者が盛り上がらなかったという本末転倒な事態に陥ってしまった。
1993年のゴールデン生中継の前夜祭では、鈴鹿サーキット入場口周辺の徹夜組を取材。携帯テレビを持参したファンがいたため、三宅正治が視聴番組を自番組と思い込んで確認したところ、NHKの時代劇を見ていたということがあった。
2012年以降はフジテレビNEXTにて前夜祭の放送が行われている。

## テーマ曲

### オープニングテーマ
1987年の開幕レースから使われているテーマ曲、『TRUTH』（THE SQUARE（現：T-SQUARE））が日本におけるF1、ひいてはモータースポーツ（レース）をイメージする代表的な曲となっている。その後は1999年・2000年に『GO FURTHER』（松本孝弘）が使用され、2001年から2006年までは『TRUTH』のアレンジバージョンが使用された。さらに2012年 - 2015年のBSフジでの放送では、『TRUTH』が再度使用され、2016年からの日本GP録画放送でも使用されている。
2007年・2008年はQUEENの代表作『FLASH』をブライアン・メイが新たにリミックスした『Flash's Theme 2007 High Octane Mix』が使用され、2009年は屋敷豪太の『God Only Knows』へと変更された。『GO FURTHER』以降はほぼ2年ごとに違った曲・アレンジが使用されている。
CS放送では2003年以降、『RESONANCE-T〜Truth Drum'n Bass Mix』がテーマ曲として採用されたが、2010年はテーマ曲・映像ともに地上波と共通となった。2011年以降はテーマ曲自体がなくなっている。
| 西暦           | 曲名                               | アーティスト           |
| -------------- | ---------------------------------- | ---------------------- |
| 1987年         | TRUTH                              | THE SQUARE             |
| 1988年         | TRUTH                              | THE SQUARE             |
| 1989年         | TRUTH                              | THE SQUARE             |
| 1990年         | TRUTH                              | THE SQUARE             |
| 1991年         | TRUTH                              | THE SQUARE             |
| 1992年         | TRUTH                              | THE SQUARE             |
| 1993年         | TRUTH                              | THE SQUARE             |
| 1994年         | TRUTH                              | THE SQUARE             |
| 1995年         | TRUTH                              | THE SQUARE             |
| 1996年         | TRUTH                              | THE SQUARE             |
| 1997年         | TRUTH                              | THE SQUARE             |
| 1998年         | TRUTH                              | THE SQUARE             |
| 1999年         | GO FURTHER                         | 松本孝弘               |
| 2000年         | GO FURTHER                         | 松本孝弘               |
| 2001年         | TRUTH 21c                          | T-SQUARE               |
| 2002年         | TRUTH 21c                          | T-SQUARE               |
| 2003年         | RESONANCE-T〜Truth Drum'n Bass Mix | T-SQUARE               |
| 2004年         | RESONANCE-T〜Truth Drum'n Bass Mix | T-SQUARE               |
| 2005年         | RESONANCE-T〜Truth Drum'n Bass Mix | T-SQUARE               |
| 2006年（予選） | RESONANCE-T〜Truth Drum'n Bass Mix | T-SQUARE               |
| 2006年         | TRUTH〜20th ANNIVERSARY Version〜  | T-SQUARE               |
| 2007年         | Flash's Theme 2007 High Octane Mix | QUEEN                  |
| 2008年         | Flash's Theme 2007 High Octane Mix | QUEEN                  |
| 2009年         | God Only Knows                     | 屋敷豪太               |
| 2010年         | God Only Knows                     | 屋敷豪太               |
| 2011年         | American Idiot                     | Green Day              |
| 2011年         | GIMCRACK                           | KEN HARADA             |
| 2011年         | GIMCRACK feat.JESSE                | JESSE/KEN HARADA       |
| 2012年         | TRUTH                              | THE SQUARE             |
| 2013年         | TRUTH                              | THE SQUARE             |
| 2014年         | TRUTH                              | THE SQUARE             |
| 2015年         | TRUTH                              | THE SQUARE             |
| 2016年         | TRUTH                              | THE SQUARE             |
| 2017年         | TRUTH                              | THE SQUARE             |
| 2018年         | TRUTH                              | THE SQUARE             |
| 2019年         | TRUTH                              | THE SQUARE             |
| 2020年         | 地上波・BSでの放送なし             | 地上波・BSでの放送なし |

### エンディングテーマ
エンディングテーマは初期には『TRUTH』がそのまま使用されていたが、後に『In This Country』（ロビン・ザンダー）や『A Latchkey』（佐藤準）を始めとしてさまざまな曲が使用された。BSフジでは『TRUTH』の後半の一部が使用されている。また、CS版においても2024年度より『In This Country』を復活させている。
| 西暦                     | 曲名                               | アーティスト     |
| ------------------------ | ---------------------------------- | ---------------- |
| 1987年                   | TRUTH                              | THE SQUARE       |
| 1988年                   | TRUTH                              | THE SQUARE       |
| 1989年                   | TRUTH                              | THE SQUARE       |
| 1990年                   | TRUTH                              | THE SQUARE       |
| 1991年                   | In This Country                    | Robin Zander     |
| 1992年                   | In This Country                    | Robin Zander     |
| 1993年                   | A Latchkey                         | 佐藤準           |
| 1994年                   | A Latchkey                         | 佐藤準           |
| 1995年                   | Let's Go                           | EUROGROOVE       |
| 1996年                   | Let's Go                           | EUROGROOVE       |
| 1997年                   | In This Country                    | Robin Zander     |
| 1998年                   | Time Again                         | はたけ           |
| 1999年                   | trinity                            | 松本孝弘         |
| 2000年                   | trinity                            | 松本孝弘         |
| 2001年                   | le vent brulant                    | 矢井田瞳         |
| 2002年                   | 遥かなる旅路                       | 姫神             |
| 2003年                   | FEEL                               | Robbie Williams  |
| 2004年                   | CLOCKS                             | COLDPLAY         |
| 2005年                   | I DO IT FOR YOU                    | BRYAN ADAMS      |
| 2006年                   | Back to the Light                  | BRIAN MAY        |
| 2007年                   | Flash's Theme 2007 High Octane Mix | QUEEN            |
| 2008年                   | Flash's Theme 2007 High Octane Mix | QUEEN            |
| Save Me                  |                                    | QUEEN            |
| 2009年                   | ERAGON                             | Patrick Doyle    |
| 2010年                   | walk on                            | U2               |
| 2011年                   | GIMCRACK                           | KEN HARADA       |
| 2011年                   | GIMCRACK feat.JESSE                | JESSE/KEN HARADA |
| 2012年                   | TRUTH                              | THE SQUARE       |
| 2013年                   | TRUTH                              | THE SQUARE       |
| 2014年                   | TRUTH                              | THE SQUARE       |
| 2015年                   | TRUTH                              | THE SQUARE       |
| 2016年                   | TRUTH                              | THE SQUARE       |
| 2017年                   | TRUTH                              | THE SQUARE       |
| 2025年については下記参照 |                                    |                  |

| 2025年 | グランプリ名         | 曲名                                    | アーティスト                             |
| ------ | -------------------- | --------------------------------------- | ---------------------------------------- |
| 2025年 | オーストラリア       | ラウンドアバウト                        | イエス                                   |
| 2025年 | 中国                 | チャイナ・ガール                        | デヴィッド・ボウイ                       |
| 2025年 | 日本                 | Big In Japan                            | アルファヴィル                           |
| 2025年 | バーレーン           | You Ain't Seen Nothing Yet              | バックマン・ターナー・オーヴァードライヴ |
| 2025年 | サウジアラビア       | Driver's Seat                           | スニッフ&ザ・ティアーズ                  |
| 2025年 | マイアミ             | ダンシング・イン・ザ・ストリート        | ヴァン・ヘイレン                         |
| 2025年 | エミリア・ロマーニャ | ドライヴ・マイ・カー                    | ビートルズ                               |
| 2025年 | モナコ               | Slow Ride                               | フォガット                               |
| 2025年 | スペイン             | デスパシート ft. ジャスティン・ビーバー | ルイス・フォンシ&ダディー・ヤンキー      |

### スターティンググリッド紹介曲
1988年までは紹介曲が固定されておらず、鳥山雄司の『Captain Haddock』や堀井勝美の『Hot Corner』、THE SQUARE（現 T-SQUARE）の『BECAUSE』などが使用された。
1989年〜1993年開幕戦にはスターティンググリッド紹介中のBGMにOVAドミニオンのサウンドトラックより『危険濃度』が使われていた。
近年は国内外のメタルなどのアーティストのナンバーをインストゥルメンタルで流すことが多い。
| 西暦               | 曲名                        | アーティスト                |
| ------------------ | --------------------------- | --------------------------- |
| 1987年             |                             |                             |
| 1988年             | なし                        |                             |
| 1989年             | 危険濃度                    | D-CREW                      |
| 1990年             | 危険濃度                    | D-CREW                      |
| 1991年             | 危険濃度                    | D-CREW                      |
| 1992年             | 危険濃度                    | D-CREW                      |
| 1993年（第1戦）    | 危険濃度                    | D-CREW                      |
| 1993年（第2戦〜）  | Battle for the Championship | Isamu Ohashi & Tail To Nose |
| 1994年             | Battle for the Championship | Isamu Ohashi & Tail To Nose |
| 1995年             | Battle and chase            | Isamu Ohashi                |
| 1996年             | Stack Attack                | Gary Hoey                   |
| 1997年             | Into The Arena              | Michael Schenker Group      |
| 1998年             | RACE INTO THE LIGHT         | Impellitteri                |
| 1999年             | Burning Desire              | Daniel Dalley               |
| 2000年             | Blood Alley 152             | Ronnie Montrose             |
| 2000年（第1戦）    | Icarus Dream Suite          | Treasure Land               |
| 2000年（第4戦）    | Dreams Of Desire            | Heaven and Earth            |
| 2001年             | Oversea Evolution           | Tony MacAlpine              |
| 2002年             | Holy Light                  | Stratovarius                |
| 2002年             | Halloween                   | Impellitteri                |
| 2003年             |                             |                             |
| 2004年             | Truth                       |                             |
| 2005年             | [ 38 ]                      |                             |
| 2006年             | Stand Up and Shout          | DIO                         |
| 2007年             | Death Alley Driver          | Rainbow                     |
| 2008年             | I Wanna Hear You Shout      | Cozy Powell                 |
| 2009年             | なし                        |                             |
| 2010年             |                             |                             |
| 2010年（第14戦〜） | Fire-Heated                 | Elias Viljanen              |
| 2010年（第16戦〜） | Antz                        | Zachary Hietala             |
| 2011年             | Secret of the Stars         | Marty Friedman              |

### ウイニングテーマ
1992年から1993年にかけてドライバーごとのテーマ曲が設定されていた時期もあり、優勝ドライバーがゴールすると共にそのドライバーのテーマ曲が流れていた。例外として1992年のハンガリーGPは優勝者のアイルトン・セナのテーマ曲ではなく、2位でフィニッシュしてワールドチャンピオンを決定したナイジェル・マンセルのテーマ曲が流された。しかし1993年のポルトガルGPでは同じように2位でフィニッシュしてワールドチャンピオンを決めたアラン・プロストのテーマ曲ではなく、優勝者のミハエル・シューマッハのテーマ曲が流された。さらに予選中継でもポールポジションを獲得したドライバーのテーマ曲が流れていたが、デーモン・ヒルがポールポジションを獲得した1993年のフランスGPで流れたのは後にハンガリーGPで優勝した際に流れた「HEART OF EARTH」ではなく、ジョー・サトリアーニの「One Big Rush」であった。
なお、この期間に優勝したドライバーはセナ・マンセル・ベルガー・パトレーゼ・シューマッハ・プロスト・ヒルの7人で、他のドライバーにテーマ曲が設定されているか不明であったが、これについては1992年のF1日本グランプリ前夜祭で古舘伊知郎が「ペリー・マッカーシー のテーマ曲も用意されています」と語っており、一応は全ドライバー分用意されていたことがうかがえる。その後、当時優勝できなかったジャン・アレジのテーマ曲が、CD『伝説のヒーロー〜フジテレビ系「F1グランプリ」番組使用曲 
』（EMIミュージック・ジャパン）に収録された。
| ドライバー             | テーマ曲               | アーティスト |
| ---------------------- | ---------------------- | ------------ |
| アイルトン・セナ       | FACES                  | T-SQUARE     |
| アラン・プロスト       | 明日への扉             | T-SQUARE     |
| ナイジェル・マンセル   | PEACE OF MIND          | SHOW-YA      |
| リカルド・パトレーゼ   | I Can Survive          | S.S.T.BAND   |
| ゲルハルト・ベルガー   | TACHYON                | S.S.T.BAND   |
| ミハエル・シューマッハ | Good Morning Satellite | DEAD END     |
| ジャン・アレジ         | Jet                    | 森園勝敏     |
| デイモン・ヒル         | HEART OF EARTH         | 是方博邦     |

### その他
放送初期（1987年の数戦）の選手紹介の時に、メゾフォルテ の 『Rockall』 が使われていた。この曲はF1情報番組のF1ポールポジションでもよく使われていた。
1989年〜1994年の開幕戦に行なわれていたチーム紹介中のBGMとして、映画『ヴイナス戦記』のサウンドトラックより『メインテーマ（ヴイナスの彼方へ）』が使われていた。

## その他
1990年〜1992年のオープニングでは過去のF1ドライバー（もしくは関係者）が、1993年は現役のドライバー（当時）が紹介されていた。
◎はタイトル経験者・●は放送当時物故者を示す。

### 1990年
- 開幕戦アメリカGP - フィル・ヒル ◎
- 第2戦ブラジルGP - カルロス・パーチェ ●
- 第3戦サンマリノGP - クレイ・レガツォーニ
- 第4戦モナコGP - グラハム・ヒル ◎●
- 第5戦カナダGP - ジル・ヴィルヌーヴ ●
- 第6戦メキシコGP - ペドロ・ロドリゲス ●
- 第7戦フランスGP - フランソワ・セベール ●
- 第8戦イギリスGP - ジム・クラーク ◎●
- 第9戦ドイツGP - ヨッヘン・リント ◎●
- 第10戦ハンガリーGP - ニキ・ラウダ ◎
- 第11戦ベルギーGP - ジャッキー・イクス
- 第12戦イタリアGP - ロニー・ピーターソン ●
- 第13戦ポルトガルGP - スターリング・モス
- 第14戦スペインGP - ジャッキー・スチュワート ◎
- 第15戦日本GP - 浮谷東次郎（予選）●、アラン・プロスト ◎、アイルトン・セナ（決勝） ◎
- 最終戦オーストラリアGP - アラン・ジョーンズ ◎

### 1991年
- 開幕戦アメリカGP - マリオ・アンドレッティ ◎
- 第2戦ブラジルGP - エマーソン・フィッティパルディ ◎
- 第3戦サンマリノGP - ジョディ・シェクター ◎
- 第4戦モナコGP - ロレンツォ・バンディーニ ●
- 第5戦カナダGP - パトリック・タンベイ
- 第6戦メキシコGP - リッチー・ギンサー ●
- 第7戦フランスGP - ディディエ・ピローニ ●
- 第8戦イギリスGP - ジェームス・ハント ◎
- 第9戦ドイツGP - ヨッヘン・マス
- 第10戦ハンガリーGP - 本田宗一郎（このレースの直前に逝去）●
- 第11戦ベルギーGP - ジョン・サーティース（予選） ◎、ケケ・ロズベルグ（決勝） ◎
- 第12戦イタリアGP - ウォルフガング・フォン・トリップス ●
- 第13戦ポルトガルGP - ファン・マヌエル・ファンジオ ◎
- 第14戦スペインGP - カルロス・ロイテマン
- 第15戦日本GP - 中嶋悟
- 最終戦オーストラリアGP - ジャック・ブラバム ◎

### 1992年
- 開幕戦南アフリカGP - マリア・テレーザ・デ・フィリッピス
- 第2戦メキシコGP - デニス・ハルム ◎
- 第3戦ブラジルGP - ウィルソン・フィッティパルディ・シニア
- 第4戦スペインGP - クリス・エイモン
- 第5戦サンマリノGP - ジュゼッペ・ファリーナ ◎●
- 第6戦モナコGP - プリンス・ビラ ●
- 第7戦カナダGP - エリオ・デ・アンジェリス ●
- 第8戦フランスGP - ジャン＝ピエール・ベルトワーズ
- 第9戦イギリスGP - マイク・ホーソーン ◎●
- 第10戦ドイツGP - ステファン・ベロフ ●
- 第11戦ハンガリーGP - ヴィットリオ・ブランビラ
- 第12戦ベルギーGP - グンナー・ニルソン ●
- 第13戦イタリアGP - アルベルト・アスカリ ◎●
- 第14戦ポルトガルGP - ホセ・フロイラン・ゴンザレス
- 第15戦日本GP - 第2期ホンダエンジン
- 最終戦オーストラリアGP - ブルース・マクラーレン ●

### 1993年
- 開幕戦南アフリカGP - クリスチャン・フィッティパルディ
- 第2戦ブラジルGP - デイモン・ヒル ◎
- 第3戦ヨーロッパGP - ミハエル・シューマッハ ◎
- 第4戦サンマリノGP - J.J.レート
- 第5戦スペインGP - マイケル・アンドレッティ
- 第6戦モナコGP - 片山右京
- 第7戦カナダGP - ルーベンス・バリチェロ
- 第8戦フランスGP - エリック・コマス
- 第9戦イギリスGP - ジョニー・ハーバート
- 第10戦ドイツGP - カール・ヴェンドリンガー
- 第11戦ハンガリーGP - ゲルハルト・ベルガー
- 第12戦ベルギーGP - ミケーレ・アルボレート
- 第13戦イタリアGP - ジャン・アレジ
- 第14戦ポルトガルGP - ミカ・ハッキネン ◎
- 第15戦日本GP - なし
- 最終戦オーストラリアGP - 鈴木亜久里

## 現在の放送時間
フリー走行
放送はF1の現地開催時間に応じて行われていて、フジテレビNEXTで生中継している。セッション開始予定時刻10分前に放送がスタートする。悪天候やサポートレースの進行が遅れた事などでセッションのスタートが急遽ディレイになった場合でも放送はスタートする。予選と決勝も同様である。
予選放送
放送はF1の現地開催時間に応じて行われていて、フジテレビNEXTで生中継している。セッション開始予定時刻10分前に放送がスタートする。
決勝レース放送
放送はF1の現地開催時間に応じて行われていて、フジテレビNEXTで生中継している。レコノサンスラップ開始予定時刻(フォーメーションラップ開始予定時刻40分前)に放送がスタートする。
走行セッションが延長した場合、セッション終了まで番組を延長して対応する。予選でセッションが翌日に順延した場合、セッションに合わせて急遽番組を編成する。

## 過去の放送時間
※以下はフジテレビ系列（ - 2011年、地上波）、BSフジ（2012年 - 2015年）で放映していたときのものである。

### 予選放送

#### 地上波
放送はF1の現地開催時間に応じて行われていた。通常は土曜深夜に予選を放送し、翌日に決勝の模様が放送される。ただし、一部のフジテレビ系列局では土曜の予選を放送していない、またはフジテレビより遅れた時間で放送している局も存在していた。2010年現在地方局で毎戦予選を放送していたのは北海道文化放送、岩手めんこいテレビ、さくらんぼテレビ、東海テレビ、関西テレビ、岡山放送、高知さんさんテレビ、山陰中央テレビ、沖縄テレビの10局となっていた。なお、年一回の「FNSの日（27時間テレビ）」と重なる場合は放送時間が30分に短縮されていた（この場合のみ通常未放送地域でも放送、ただしFNSの日を放送していないテレビ大分は除く）。2011年は放送時間を30分に短縮した。

#### BSフジ
基本的にフジテレビNEXTで放送したものを1時間に編集して24:00 - 25:00に放送された。南北アメリカの国でのグランプリは、基本的に日曜日の15:00 - 16:00（一部例外あり）に放送されていた。

### 決勝レース放送

#### 地上波
F1商業権を統括するFOAとの契約によりレース開催当日に放送開始することを義務付けられている。実際に完全履行しているのはCSチャンネルのフジテレビNEXTでの放送のみだが、地上波でも2011年までは23:50から放映されていた（それまでは時間帯が不定期だった）。これは、特にヨーロッパでの開催において日本時間ではプライムタイムと重なるが、「高い視聴率を確保しにくい」という理由で深夜帯での枠が与えられているため。その場合、23:45からの「FNNニュース」は通常10分のところを5分短縮、「すぽると!」はF1中継終了後、深夜枠にて20分間の放送などの編成がなされていた。
また、クロスネット局であるテレビ大分とテレビ宮崎の場合は日本テレビ制作「Going!Sports&News」の終了後、1時間遅れの24:50から放送されていた（その場合、テレビ大分では通常番組の「NNNドキュメント」はF1中継終了後、もしくは翌日の月曜深夜に放送する措置がとられていた）。クロスネット2局では特番などの影響でこれより数10分遅れることもある他、編成によってはFNSフルネット局と同時ネットになる場合もあった。
例外としてオーストラリアGPは時差の関係上夕方（2005年は13:00）から、モナコGP、イタリアGP、シンガポールGP(2008年)、日本GPは22:00もしくは22:30、または22:55から放送を行う場合がある。また日本GPは2005年から2009年まで午後1時台からの生中継を実施していた（後述）。また、北アメリカの国で行われる場合、時差の関係で当初は月曜深夜に放映されていたが、「結果が先に新聞などで流れてしまう」などの視聴者の声に応える形で月曜日の早朝に放映されるようになり、1995年以降生中継となったが、1992年のメキシコGPとカナダGPは月曜朝（録画放送）・月曜深夜（ダイジェスト）と2回放送していた。2010年ブラジルGPは前夜のプロ野球日本シリーズ中継延長の影響で、125分遅れの2010年11月8日3:00 - 4:25でかつ放送時間を85分に短縮して録画放送された。この場合はクロスネット局のテレビ大分とテレビ宮崎でも同時ネットで放送される（クロスネット2局では開始時間が22:00もしくは22:30、または22:55の場合は24:50からの時差ネットとなる）。
かつては1993年3月まではフジテレビ系列だった山形テレビ（現在はテレビ朝日系列） のほか、青森テレビと岩手放送（現:IBC岩手放送）（いずれもTBS系列）などの系列外局でも決勝レースのみ放送されていた。
なお1990年代後半まで、フジテレビ社内の映写室で生映像を見せるサービスを、モータースポーツジャーナリストやスポンサー、ドライバー関係者のために行っていたが、フジテレビ721（現フジテレビTWO）における生放送の開始（1998年）を受けてこのサービスは廃止となった。

#### BSフジ
基本的に決勝開催日の23時30分から25時10分（2012年は23時から24時50分）に、フジテレビNEXTで放送されたものを1時間40分（2012年度は1時間50分）に編集して録画中継していた。南北アメリカの国でのグランプリは、月曜日の22時から23時40分（例外として2015年のアメリカグランプリは月曜日の23時から24時40分）に放送された。開幕戦であるオーストラリアグランプリは2012年と2013年は17時から18時50分、2014年と2015年は17時から18時40分に放送された。

## 総集編
シーズン終了後の12月にはその年の総集編を特別番組として放映している。ブーム期には5時間の内容だったこともある。また、総集編は放映しない地上波系列局も存在する。CS放送では1999年から放送している。地上波放送では1988年 - 2009年、BS放送では2014年・2015年に放送された。

## 現在の主な出演者

### 実況
太字は日本グランプリ決勝実況経験者。
- 塩原恒夫 1993年 - 2019年、2022年 - （1993年カナダGP）（2018・2019年はBSフジ版の日本GPに出演）
- 堀池亮介 2021年 - （CSのみ）
- 黒瀬翔生 2024年 - （CSのみ）

（）は地上波初実況のGP

### 解説者
現在はほぼ全員がスタジオからの解説を担当する。新型コロナウイルス感染症の世界的流行により、2020年から2021年は現地に派遣せずに全員スタジオで解説していた。
- 森脇基恭（1988年 - ）
  - 1987年はピットレポーター 、1988年 - 2011年までは地上波で現地解説を担当
- 津川哲夫（1991年 - ）
  - 主に金曜フリー走行を担当。2012年は韓国GPのスタジオ解説を担当。また以前は地上波にも不定期出演
- 川井一仁（2003年 - ）
  - 土日のセッションには必ず出演し、川井+1～2名という体制。1988年 - 2002年まではピットレポーター。年数戦程度現地解説を行い、その場合はスタート直前までグリッド取材を行ってから解説に入る。
- 片山右京（2003年 - ）
  - 2003年 - 2011年は地上波、2012年 - 2015年はBSに出演
- 松田次生（2011年 - ）
  - 2015年イタリアGPでは現地解説を担当
- 浜島裕英（2015年 - ）
- 米家峰起（2015年 - ）
  - 金曜フリー走行1回目のみ担当だったが、2020年以降は2回目も担当
- 山本雅史（2022年 - ）
  - 現地解説時は電話で出演する
- 白幡勝広（2024年 - ）

### 同時通訳
- 海老塚寛子
  - 長年に渡り担当しているが、2020年代頃より通訳前後に実況アナウンサーから氏名が紹介されるようになった。

## 過去の主な出演者

### 実況
馬場、古舘、鈴木、下田、山本、塩田、小庭以外は当時フジテレビアナウンサーである。太字は日本グランプリ実況経験者。
- 野崎昌一 1987年、2019年 - 2021年（1987年ブラジルGP）※フリー、地上波担当時フジテレビアナウンサー
- 大川和彦 1987年 - 1990年（1987年ポルトガルGP - 1990年オーストラリアGP）
- 馬場鉄志 1988年 - 1998年 、2013年・2014年（1988年メキシコGP）※フリー、地上波担当時関西テレビアナウンサー。2013年・2014年はBSのみ
- 古舘伊知郎 1989年 - 1994年（1989年ブラジルGP - 1994年日本GP）※フリー、元テレビ朝日
- 三宅正治 1990年 - 1999年（1990年ベルギーGP - 1999年日本GP）
- 鈴木敏弘 1995年 - 1998年（1995年ポルトガルGP - 1998年カナダGP）※テレビ静岡
- 長坂哲夫 1995年 - 2002年、2008年 - 2009年（1995年カナダGP - 2009年スペインGP）
- 竹下陽平 1999年 - 2018年（2000年マレーシアGP）
- 伊藤利尋 2000年 - 2008年（2001年ハンガリーGP - 2008年マレーシアGP）
- 西岡孝洋 2003年 - 2011年、2016年 - 2021年（2003年カナダGP）
- 長谷川豊 2003年 - 2007年（2007年アメリカGP）
- 野島卓（CSの日本GPのみ）
- 渡邉卓哉（CSのみ）
- 田中大貴 2005年 - 2008年（2008年カナダGP・ブラジルGP（予選のみ））
- 福永一茂 2006年 - 2017年（2007年中国GP）
- 下田恒幸 2008年（CSのみ）※フリー、元仙台放送
- 小穴浩司 2008年 - 2011年、2015年 - 2021年（CSのみ）
- 立本信吾 2011年 - 2015年（地上波実況経験なし、BSフジ版初実況は2014年モナコGP）
- 山本耕一 2018年（CSのみ）※フリー、元九州朝日放送天気キャスター・気象予報士、元テレビ長崎
- 塩田康介 2019年（CSのみ）※フリー
- 大村晟 2020年 - 2021年（CSのみ）
- 小庭康正 2022年（CSのみ）

### 解説者
- 今宮純（1987年 - 1994年、1996年 - 2019年。地上波にも出演。2014年までは現地解説を担当していたが、2015年以降は日本GPを除きスタジオ解説を担当する場合がほとんどだった。2020年1月4日逝去）[46]
- 鈴木亜久里（1988年 - 2005年） ※不定期出演
- 熊倉重春（1995年）
- 土屋圭市（1995年）※1996年以降は不定期にゲスト出演、2009年日本GPは副音声で出演
- 近藤真彦（2003年 - 2011年は地上波に、2012年・2013年・2015年は日本GPのBSフジ版に出演）
- 小倉茂徳（後にDAZNのF1中継に出演していた。2025年5月14日逝去）[47]

#### ゲスト解説
- 高橋国光（1987年日本GP・1988年ブラジルGP）
- 桜井淑敏
- 青木宣篤（GPライダー）（1997年ハンガリーGP・日本GP）
- 中嶋悟（1992年 - 、不定期）
- 生沢徹
- 中野信治
- 脇阪寿一
- 本山哲
- 金石勝智
- ミハエル・クルム
- 福田良
- 船田力（『F1速報』編集長）
- 佐藤琢磨（2009年・2014年日本GP（2014年はBSフジ版））

### ピットレポーター
- 永田康和（1987年ブラジルGP - 1989年イギリスGP。2014年逝去）
- 山口正巳（1987年オーストラリアGP）
- ジェフリー・ブレズ（1993年。川井のサブ的な役割。古舘伊知郎に「謎の外国人・ジェフ」と紹介された、現国連広報局エンタメ連携担当課長）[48]
- 林百合佳（1995年）（その後、フォーミュラ・ニッポンのピットレポーターを務めた）
- 大林素子（1996年）（2011年までCS『F1GPニュース』司会を担当していた）
- 中嶋一貴（2007年）
- 山本左近（2007年ハンガリーGPより、スパイカーF1で参戦のため降板）
- 吉本大樹（2007年 - 2008年）

### キャスター
- 北川えり（2002年）
- 永井大（2003年 - 2006年）
- 山田優（2003年 - 2006年）（キャスター降板後も2007年、2008年、2009年と3年連続でゲストとして出演している）

### ナレーション
- 小林克也 - 「F1 Grand Prix in ○○（開催地）!」のコール。1987年シーズンではオープニング前のF1紹介VTRのナレーションも担当。
- 城達也 - 1990年 - 1992年のオープニング前（過去の名ドライバー紹介）・1993年エンディングナレーション・1993年までのF1総集編など、死去直前まで長らくナレーション全般を担当。
- 榊原良子 - 1993年オープニング前ナレーション担当。
- 窪田等 - 城の後任。1994年のオープニング前ナレーション・1997年オープニング前・エンディングナレーション・1994年以降の総集編ナレーションなどを担当。
- 林原めぐみ - 1999年オープニング前ナレーション担当。
- 世良公則 - 1999年F1総集編、2000年　オープニング前ナレーション担当。
- 鈴木英一郎 - 2005年 - 2007年オープニング前ナレーション担当。
- 佐藤賢治 - 2001年 - 2004年オープニング前ナレーション担当。以降2011年までは地上波の番組における、すべてのナレーションを担当。
- 大友龍三郎 - 2009年オープニング前ナレーション担当。
- 高川裕也 - 2014年日本GPオープニング前ナレーション担当。
- コーイチ - 2014年日本GPオープニング前ナレーション担当。

### ゲスト・その他の出演者
- 岡田美里
- 早坂あきよ
- 有賀さつき - ミニコーナー「Infomation Square」に出演（1988年 - 1989年）。
- 佐藤里佳 - 同上（1990年）。
- 夏木陽介（1987年ブラジルGP） - カーマニアとして知られ、パリ・ダカに参戦していた。
- 岩城滉一（1987年サンマリノGP）
- 田島和広（1987年イタリアGP）
- 平子理沙（元『F1ポールポジション』アシスタント）
- 稲垣潤一（1989年日本GP前夜祭）
- 小室哲哉（1989年日本GP前夜祭、1995年イタリアGP）
- 松本伊代（1989年日本GP前夜祭）
- 池沢さとし（1989年日本GP前夜祭）
- 清水アキラ（1989年日本GP前夜祭）
- ライオネス飛鳥（1989年日本GP前夜祭）
- ヨネスケ（1989年日本GP前夜祭） - 有賀さつきと共に鈴鹿サーキットから中継での出演。
- 松村邦洋（1989年日本GP前夜祭） - 日本GP前夜祭（当番組）内コーナー「F1ギャルめざせポールポジションゲーム」の玉入れ担当として出演。
- THE SQUARE（1989年日本GP前夜祭） - 当番組で「GRAND PRIX」、「BREEZE AND YOU」、「BIG CITY」、「TRUTH」で生演奏を披露。
- RABBIT（1989年日本GP前夜祭） - 当番組のエンディング曲「GOODTIME&BADTIME」を披露。
- 中野浩一（1991年モナコGP、1993年イギリスGP）
- 松任谷由実（1991年モナコGP）
- 石橋貴明（とんねるず、1993年モナコGP）
- 定岡正二（1993年モナコGP）
- 田尾安志（1993年イギリスGP）
- 安藤優子（1994年パシフィックGP） - スタート直前のアイルトン・セナの公式インタビュアーを務めた。
- 鈴木保奈美（1994年モナコGP）
- 森口博子（1994年日本GP）
- 髙田万由子（1995年ドイツGP）
- 浅野ゆう子（1995年パシフィックGP）
- 松岡昌宏（当時TOKIO、1996年モナコGP）
- 鈴木杏樹（1996年モナコGP）
- 薬師丸ひろ子（1996年ポルトガルGP）
- 高木虎之介（1996年日本GP、1997年日本GP）[注釈 17]
- 原田哲也（1997年サンマリノGP）
- 大林素子（1997年イタリアGP）
- 国分太一（当時TOKIO、1998年フランスGP）[注釈 18]
- 長瀬智也（当時TOKIO、1998年フランスGP）[注釈 18]
- 井ノ原快彦（20th Century/当時V6、1998年フランスGP）[注釈 18]
- 森田剛（当時V6、1998年フランスGP）[注釈 18]
- 観月ありさ（1998年日本GP）
- はたけ（シャ乱Q、1998年日本GP）
- INORAN（LUNA SEA、1998年日本GP）
- 世良公則（1999年イギリスGP・日本GP、2000年サンマリノGP）
- 佐々木主浩（1999年日本GP）
- 武蔵（1999年日本GP）
- 花田勝（2000年モナコGP、日本GP）
- 堂本光一（KinKi Kids、2000年イタリアGP、2002年イタリアGP、2009年日本GP）
- 佐藤琢磨（2001年日本GP）[注釈 19]
- 菊川怜（2002年オーストラリアGP）
- 松岡充（SOPHIA、2002年オーストラリアGP）
- さとう珠緒（2002年オーストラリアGP）
- パンツェッタ・ジローラモ（2003年オーストラリアGP）
- 船木和喜（2003年オーストリアGP）
- 谷亮子（2003年日本GP）
- 浜田雅功（ダウンタウン、2006年ハンガリーGP、2007年スペインGP） - 自身が出演しているスポーツバラエティ番組『ジャンクSPORTS』のスーパーアグリ応援企画の一環で登場。
- 木村拓哉（当時SMAP、2007年モナコGP、日本GP） - ただしモナコGPにおいては仕事のスケジュール上、決勝レースを見ずに日本に帰国。事実上の、ゲスト扱いということになる。
- 清原和博（2009年モナコGP）
- 古田敦也（2009年イギリスGP）
- 大島優子（当時AKB48、2011年日本GP）

#### サポーターズ（スペシャルリポーター）
2006年の企画（トルコGP - ）。日本グランプリを盛り上げる役割を担った。
- 小倉智昭（キャプテン。日本グランプリでは自身の番組「情報プレゼンター とくダネ!」でもリンクリポートした）

小倉以外は山田優もモデルを務める小学館のファッション雑誌「CanCam」とのタイアップで、同誌のモデルから選ばれた。
- 蛯原友里
- 押切もえ
蛯原と押切は山田とトリオを組んで活動。
- 堀内葉子
- 大桑マイミ

## スタッフ
- 作家：高桐唯詩
- TP：中村有吾
- TD：中村有吾
- SW：伊佐憲一、長田崇
- カメラ：斉藤伸介、三浦博紀、生谷吉亜、永野進、熱田信、馬場義土
- 音声：西尾征剛、山田公次郎
- VE：佐藤順一、青木良太
- 照明：河村龍太郎
- 国際衛星：中田智之
- 編集：西勝隆行、竹内信夫、寺澤健、田村義景、岡本和也
- 音響：長谷川龍
- MA：萩野賢
- CG：北岡誠、佐藤康夫
- テレシネ：荒木陽太
- 広報：小出和人
- TK：小島陽子、江守紀代子
- コーディネーター：藤井美智子、ドナータ・ディ・マイオ
- 渉外：原由香
- 制作デスク：草薙結喜子
- アシスタント：齋藤佳伸、高田和典、熊倉拓也
- ディレクター：伊藤雄司、井上博昭、藤井将人、田熊清、竹森禎敏、東厚志、髙木健太郎
- チーフディレクター：酒井範行
- プロデューサー：藤山太一郎、岡泰二、福本洋
- 技術協力：北海道文化放送、仙台放送、長野放送、テレビ静岡、東海テレビ、関西テレビ、テレビ新広島、テレビ西日本、八峯テレビ、FLT、共立、東通、バンセイ、テクト、SIS、イメージスタジオ101、東邦航空
- 制作著作：フジテレビ

### 過去のスタッフ
- 構成：山西伸彦、望月敏、冨永一郎、樋口卓治、貝島由美子
- 美術：重松照英
- デザイン：山本修身
- 美術進行：壹直紀
- 大道具：坂井稔
- 装飾：高田修司
- タイトル：高柳義信
- TD：河合宣(寛)貴
- カメラ：住谷猛
- 音声：飯塚明
- VE：三代田俊雄
- 照明：須藤直宏
- 編集：鴨志田潤二、伊藤淳之、永嶋晃、小西浩ニ郎
- MA：高橋誠一郎
- CG：大村卓
- アドバイザー：荻野史朗
- AP：横倉登美子
- ディレクター：松野博文、菊池裕、牟田夏彦、峰岸淳、本間学、田熊清、関卓也、中川範夫、斉藤雅仁、佐藤大輔、吉川宏、吉田博章、太田光史、木南正人、能智大介、木下智裕、佐古真由子、水井義弘
- プログラムディレクター：高盛浩和、本間学、土屋健、片山正康、吉田豪
- チーフディレクター：岡泰二、根本俊太郎、山本剛志、牧野俊明（1987年 - 1999年、2003年日本GP - 2006年イタリアGPのみ）
- プロデューサー：清原邦夫、岡泰二、渡邊信治、浜口哲夫、松野博文、船木正也、菊池裕、矢延隆生、峰岸淳、根本俊太郎、黒木省一郎、梅田一男、浅見則夫、岩佐徹、久保田逸博、松永学、神野正二郎
- チーフプロデューサー：松野博文（1998年オーストラリアGP - フランスGPのみ）
- 1999年、2000年 オープニングタイトル：ニック・スミス